# Vukasovići
Vukasovići je selo u Bosni i Hercegovini a nalazi se u Sarajevskoj županiji, pripada općini Ilijaš.

## Povijest
Na osnovu nalaza starih muslimanskih nadgrobnih spomenika u zaseoku Draževići pretpostavlja se da je područje bilo naseljeno u XV. stoljeću.

## Zemljopis
Selo Vukasovići pokriva 7 km2, i udaljeno je 8 km od mjesta Srednje, 32 km od Sarajeva i 72 km od Tuzle kao najvećih potrošačkih središta u zemlji. Područje ima relativno nerazvijenu infrastrukturu, ali ima prirodne resurse; nalazišta žive, mangana, kao i čist zrak koji je potencijal za seoski turizam. Posjeduje nekoliko izvanrednih izvorišta visoko kvalitetnih voda:
- Ružicu koja je poznata po svojoj hladnoći
- Stalu
- Lučicu

Spisak zaseoka koje ulaze u sastav sela Vukasovići:
- Draževići
- Gudelj
- Gornja Kustura
- Donja Kustura
- Homar
- Lokve
- Ravne

## Pučanstvo
Po službenom popisu pučanstva iz 1991. godine, Selo Vukasovići (sa svim svojim zaseocima) imalo je 421 naseljenika, raspoređenih u 7 zaseoka. Poslije potpisivanja Daytonskog ugovora, selo Vukasovići u cijelosti je ušlo u sastav Federacije Bosne i Hercegovine.

### Nacionalni sastav pučanstva - selo Vukasovići, popis1991.
ukupno: 421
- Bošnjaci – 387 (92 %)
- Srbi – 34 (8 %)

## Gospodarstvo
Pučanstvo se iskljucivo bavi poljoprivredom.

## Šport
Lov i ribolov su veoma popularni u ovom kraju.